# 中国黄花柳
中国黄花柳（学名：Salix sinica）为杨柳科柳属的植物，为中国的特有植物。分布在中国大陆的西北、华北、内蒙古等地，生长于海拔100米至4,200米的地区，多生于山坡和林中，目前尚未由人工引种栽培。
其种加词sinica，意为“中华的”。

## 异名
- Salix sinica (Hao) C. Wang et C. F. Fang var. dentata (Hao) C. Wang et C. F. Fang
- Salix sinica (Hao) C. Wang et C. F. Fang var. semicannexa C. F. Fang et W. D. Liu